# Modest Capell
Modest Capell   (Torregrossa, 8 d'abril de 1996 - Santa Pau, 4 d'octubre de 2019) va ser un ciclista català que va córrer als equips Bicis Esteve (2016), Cicles Vic (2017) i Compak (2018 i 2019). Va guanyar la general del calendari de la Copa Critèrium de la Federació Catalana de Ciclisme i el títol de campió de Catalunya de contrarellotge individual, ambdós en categoria sub-23 l'any 2018. L'any 2019 es va endur també la general de la Copa Critèrium i la medalla de bronze als Campionats de Catalunya de contrarellotge individual de Súria, en el seu debut en categoria elit.
Va morir en un accident de trànsit mentre entrenava el 4 d'octubre de 2019 la carretera GI-524, a l'alçada de Santa Pau. En el moment de la seva mort havia iniciat la seva feina com a entrenador esportiu, i era una de les grans promeses del ciclisme català.
L'any 2020, i en el primer aniversari de la seva mort, els seus amics i el Club Ciclista Torregrossa organitzen la primera edició de la Gran Clàssica Modest Capell, que forma part del calendari de Grans Clàssiques - Trofeu Joan Casadevall de la Federació Catalana de Ciclisme.